# Grada (agricultura)

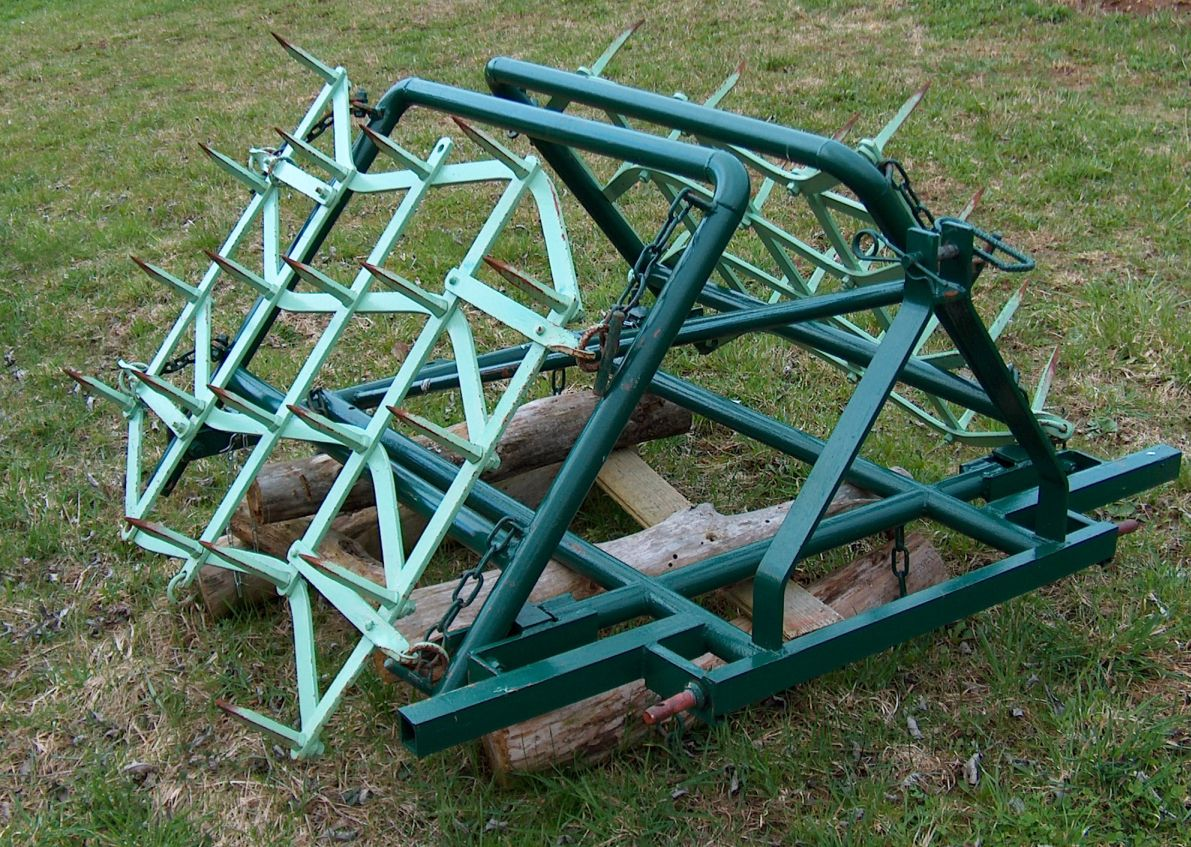
Rastra de dientes o grada, plegable, diseñada para ser arrastrada.

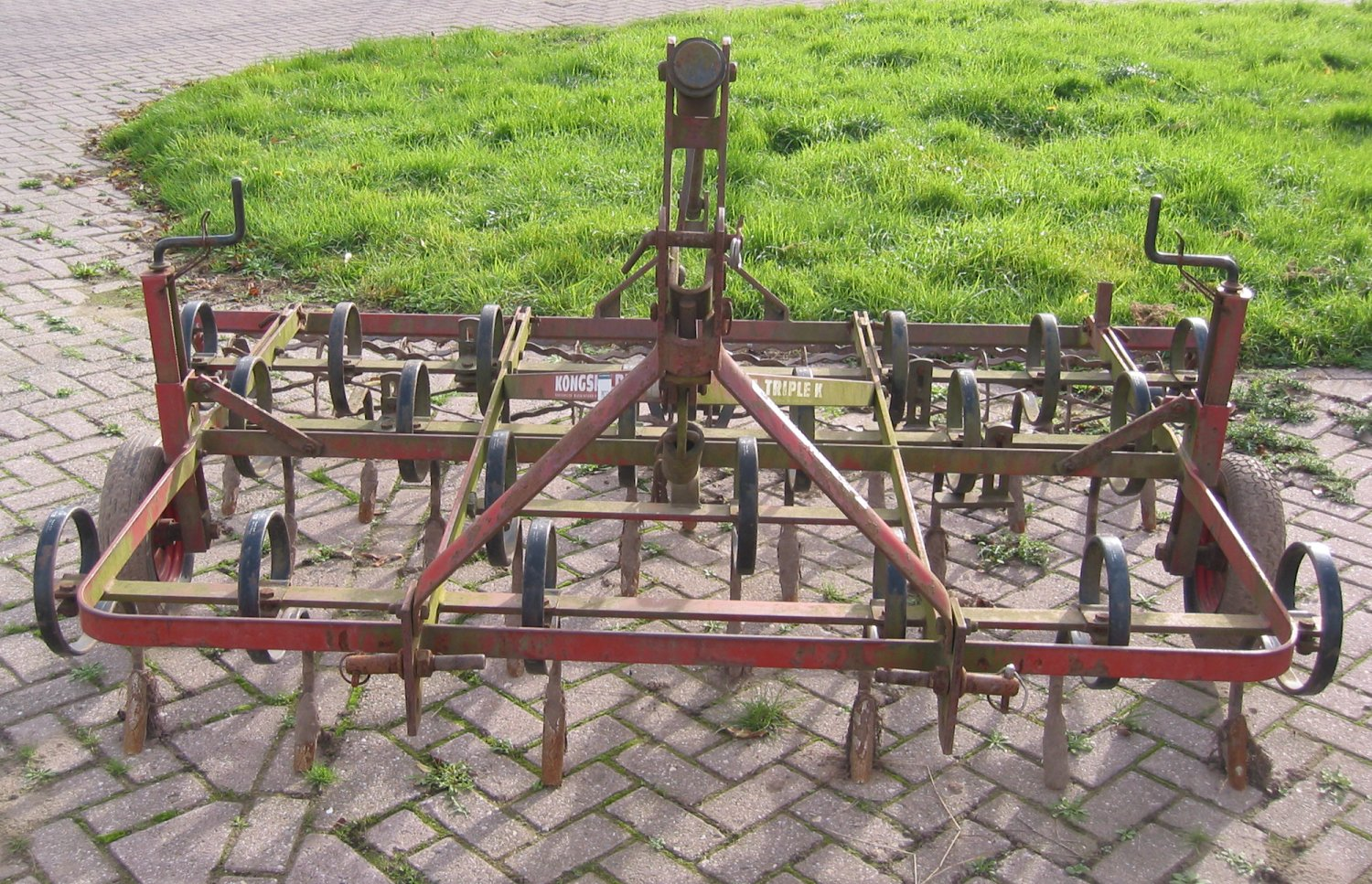
Rastra de dientes metálicos, con anclaje en forma de fleje para permitir su movimiento cuando se emplea en la tierra.

La grada o rastra de dientes es una herramienta que se utiliza en agricultura para la labranza superficial, tapar los surcos, allanar la tierra y deshacer los terrones o cascotes de tierra que quedan en la superficie tras el arado, de forma que la tierra quede suelta. El rastrillado más grueso también se puede utilizar para eliminar las malas hierbas y cubrir las semillas después de la siembra, dejándolas a poca profundidad.
Suele ser de madera o hierro y consta de varios dientes o púas montadas, algunas poseen discos, sobre una base habitualmente rectangular con un tirador en la parte delantera que puede ser enganchado a animales o a un tractor.
Las gradas se diferencian de los arados, que cortan la capa superior de tierra de 12 a 25 centímetros (5 a 10 pulgadas) y dejan surcos, zanjas paralelas. Las gradas se diferencian de los cultivadores en que alteran toda la superficie del suelo, mientras que un cultivador, en cambio, solo altera estrechos caminos entre las hileras de cultivo para matar las malas hierbas.
Existen cuatro tipos generales de gradas: gradas de discos, gradas de púas (incluidas las gradas de dientes de resorte, las gradas de arrastre y las gradas de púas), gradas de cadena y gradas de discos de cadena. Originalmente, las gradas eran arrastradas por animales de tiro, como caballos, mulas o bueyes, o en algunas épocas y lugares por trabajadores manuales. En la práctica moderna, casi siempre son implementos montados en tractores, ya sea arrastrados detrás del tractor por una barra de tiro o montados en el enganche de tres puntos.
Un desarrollo moderno de la grada tradicional es la grada rotativa. 

## Tipos
- Grada de dientes rígidos: es la forma clásica y más antigua de grada. Está formada por un chasis al cual se le enganchan puntas de metal levemente plegadas hacia atrás.
- Grada extirpadora: está formado de pocas puntas pero de grandes dimensiones: se usa exclusivamente para labrar los terrenos muy compactados, recibe el nombre de su propiedad de extirpar las malas hierbas porque mueve el terreno y expone las raíces enterradas al exterior.
- Grada de dientes vibradores: poseeen dientes fijos pero sobre soportes elásticos, su función es intermedia entre la extirpadora y la tradicional de dientes rígidos.
- Grada de malla: con funciones análogas a la grada de dientes rígidos. Se usaba más en el pasado y actualmente solo se usa en trabajos de siembra a enjambres o para cubrir fertilizantes.
- Grada de discos: formato por dos o más series de numerosas ruedas con bordes en diente y discos cortantes, es adecuada en terrenos menos duros que los que se usan de grupos de dedos perpendiculares o dedos oblicuos; hay varias versiones.
- Grada rotativa: no es realmente una grada porque su acción sobre el terreno es debida a la rotación pero tiene la misma función de disgregar los terrones del terreno, pero sin enterrar.

En climas más fríos, los tipos más comunes son la grada de discos, la grada de cadenas, la grada de dientes o grada de púas y la grada de dientes elásticos. Las gradas de cadenas se utilizan a menudo para trabajos más livianos, como nivelar la labranza o cubrir las semillas, mientras que las gradas de discos se utilizan normalmente para trabajos pesados, como la labor siguiente al pase con arado para romper el pasto. Además, existen varios tipos de gradas rotativas, en las que los cultivadores son movidos por la toma de fuerza del tractor en lugar de depender solo de su movimiento de avance.
Las rastras de dientes se utilizan para refinar la condición del lecho de siembra antes de plantar, para eliminar las malezas pequeñas en los cultivos en crecimiento y para aflojar los suelos entre las hileras para permitir que el agua penetre en el subsuelo. Un cuarto tipo  es una grada de discos de cadena. Cada disco unido a las cadenas se arrastra en ángulo sobre el suelo. Estas rastras se mueven rápidamente por la superficie. La cadena y el disco giran para mantenerse limpios mientras rompen la superficie superior a aproximadamente 3 cm de profundidad. Se prepara un semillero liso para plantar con una sola pasada.

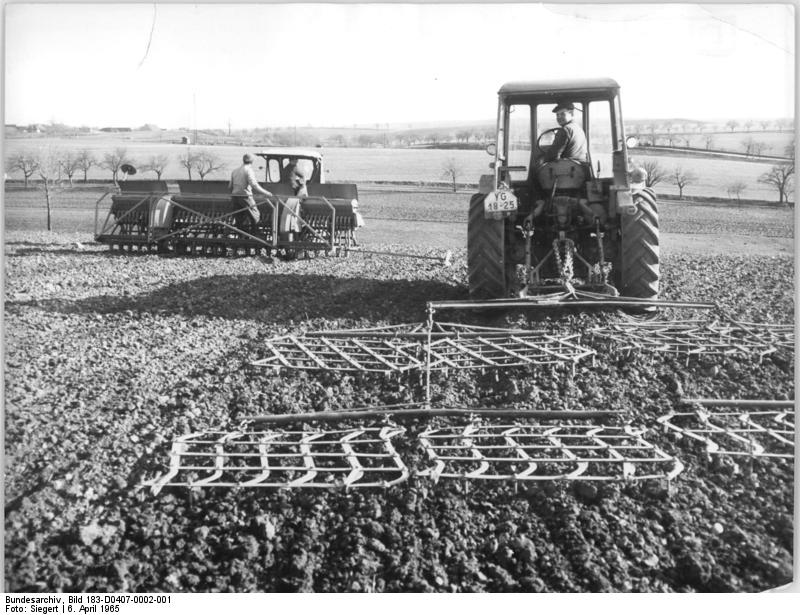
Paso de la grada después de la siembra. Alemania oriental, 1965.

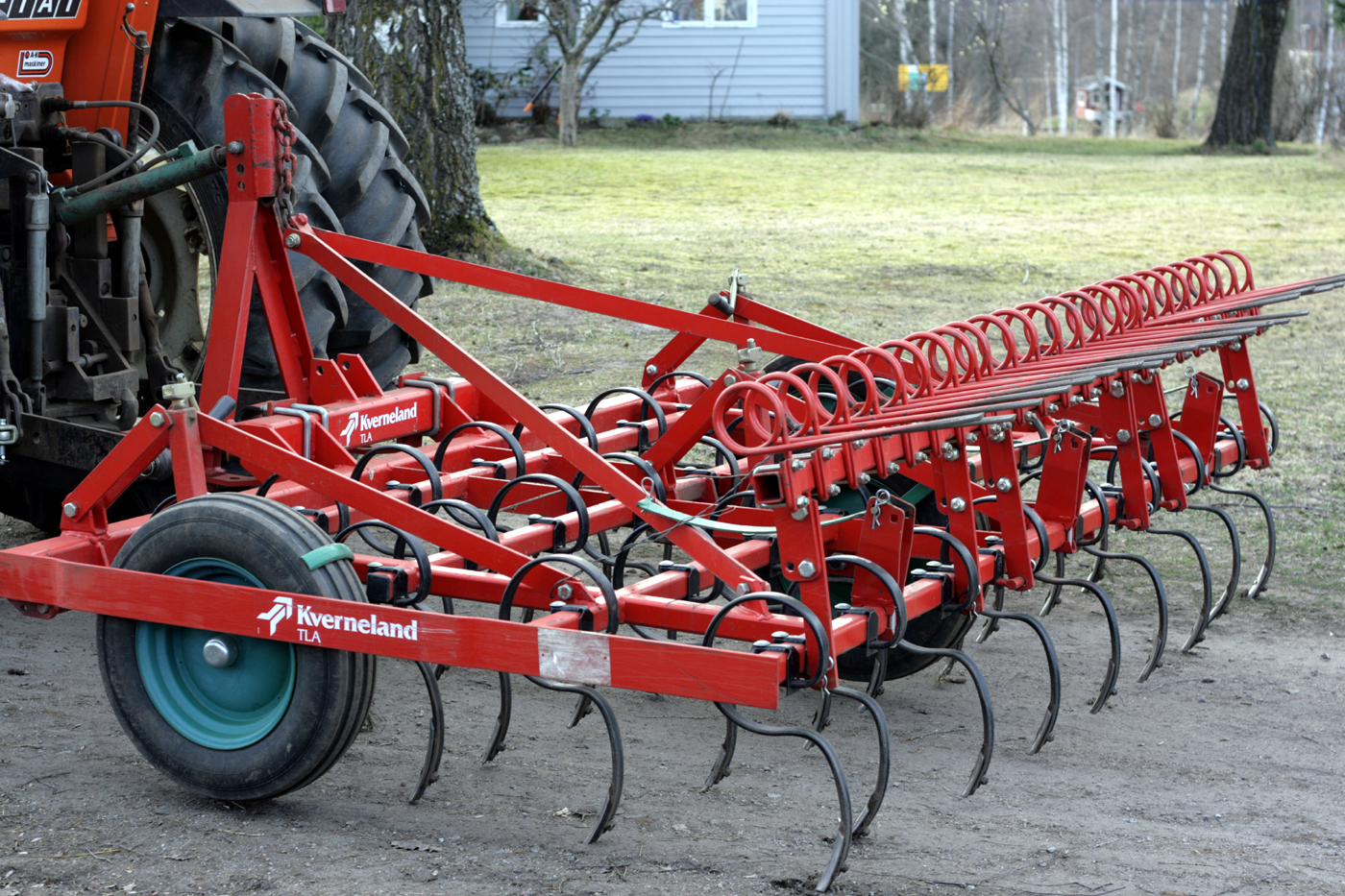
Grada de dientes, también llamada grada peine.

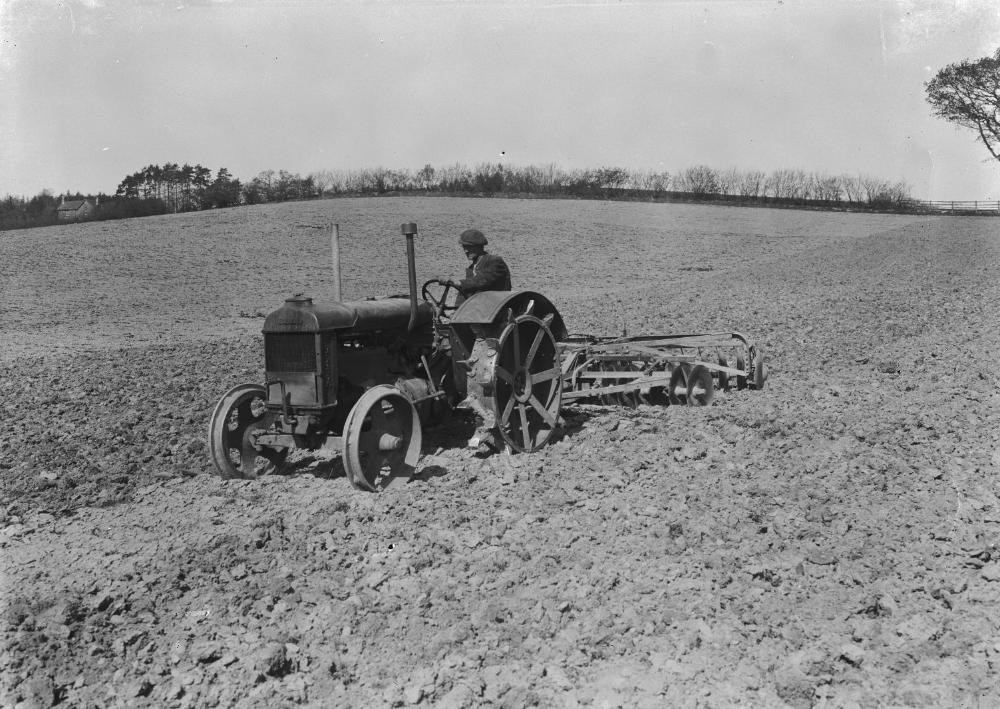
Preparando la tierra con un tractor y una grada de discos en la década de 1940.

La rastra de cadenas se puede utilizar en los pastizales para esparcir el estiércol y para romper el material muerto (paja) en la hierba. De manera similar, en el mantenimiento de campos deportivos, a menudo se usa una rastra de cadenas ligera para nivelar el suelo después de un uso intensivo, para quitar y suavizar las marcas de botas y las hendiduras. Usados en tierra labrada en combinación con los otros dos tipos, los rodillos rastradores de cadena permanecen acumulados de tierra más grandes en la superficie donde el clima los descompone y evita la interferencia con la germinación de las semillas.
La rastra vibratoria consta de solo dos barras de púas paralelas montadas transversalmente a la dirección de trabajo con púas verticales rígidas de la rastra, similar a la rastra de dientes rígidos. Por medio de un accionamiento oscilante (accionamiento oscilante = grada oscilante), las dos vigas de la rastra se mueven lateralmente oscilando en sentido opuesto de unos 10 cm, lo que significa que este dispositivo produce un efecto de desmoronamiento similar al de una grada rotatoria. Las gradas vibratorias son mucho más ligeras que las gradas rotativas y son más adecuadas para suelos más ligeros o terrones de tierra más pequeños. Los terrones grandes y pegajosos se rompen lentamente y provocan acumulaciones de tierra delante de la barra de púas y, por lo tanto, irregularidades. Cuando se desean profundidades de trabajo más grandes, a menudo conducen a montones de tierra no deseados arrojados a los lados y, por lo tanto, a menudo, no se pueden usar.
Los cuatro tipos de gradas se pueden utilizar en una sola pasada para preparar el suelo para la siembra. También es común utilizar cualquier combinación de dos gradas para una variedad de procesos de labranza. Cuando el rastrillado proporciona una labranza muy fina, o el suelo es muy liviano, por lo que podría ser arrastrado por el viento fácilmente, a menudo se agrega un rodillo como último del conjunto.
Las gradas pueden ser de varios tipos y pesos, según su finalidad. Casi siempre constan de un marco rígido que sostiene discos, dientes, cadenas entrelazadas u otros medios para mover el suelo, pero las gradas de púas y cadenas a menudo solo están sostenidas por una barra de remolque rígida en la parte delantera del conjunto.
En el hemisferio sur, los llamados discos gigantes son un tipo especializado de gradas de discos que pueden sustituir a un arado en un terreno accidentado donde un arado de vertedera no puede manejar tocones de árboles y rocas, y un arado de discos es demasiado lento (debido a su número limitado de discos). Los discos gigantes con bordes festoneados operan en un conjunto, o marco, al que a menudo se añade peso con bloques de hormigón o acero para mejorar la penetración de los bordes cortantes. Este tipo de cultivo suele ir seguido de la fertilización a voleo y la siembra, en lugar de la siembra sembrada o en hileras.

### Grada de potencia

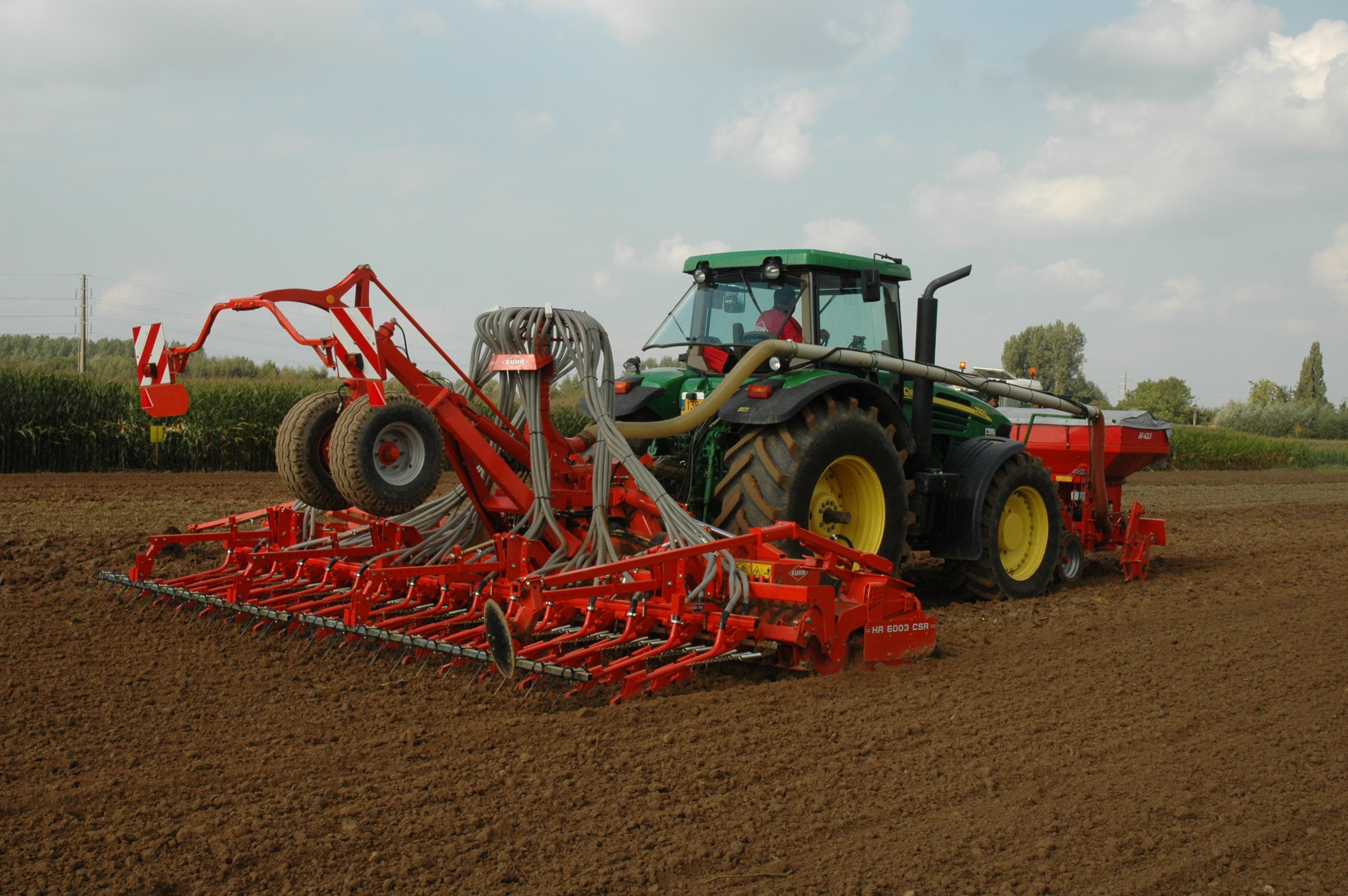
Combinación de aperos para siembra en una sola operación. Delante del tractor: tolva de sembradora, detrás: grada rotativa y su rodillo, hileras de elementos de siembra, y dientes que rematan el cubrimiento de las semillas.

Una grada rotativa tiene varios juegos de dientes verticales. Cada juego de púas gira sobre un eje vertical y labra el suelo horizontalmente. El resultado es que, a diferencia de una cultivadora giratoria, las capas de suelo no se voltean ni se invierten, lo que es útil para evitar que las semillas de malezas inactivas salgan a la superficie, y no hay cortes horizontales del suelo del subsuelo que puedan conducir a la formación de una capa dura.

## Uso en terrenos inclinados
La grada es una herramienta agrícola versátil utilizada para diversas tareas de preparación del suelo, como romper los terrones, nivelar el terreno e incorporar materia orgánica en el suelo. Cuando se trata de terrenos inclinados, el uso de la grada requiere una atención especial para asegurar una gestión efectiva del suelo y prevenir la erosión. 
Es importante considerar el tipo de grada, el uso al que se va a destinar, la dirección del trabajo, la humedad del suelo, los ajustes del equipo y la erosión del suelo.

### Tipo de grada
Las gradas de disco se usan comúnmente en terrenos inclinados. Sus discos angulados pueden cortar el suelo de manera efectiva, especialmente en terrenos irregulares o inclinados. También ayudan a reducir el riesgo de erosión en comparación con una grada de púas, que podría arrastrar demasiado suelo cuesta abajo.
Las gradas de cadena o grada rastrillo son útiles para un labrado suave y nivelado. Sin embargo, deben utilizarse en pendientes moderadas, ya que trabajan de forma más suave y pueden no penetrar tan profundamente en el suelo como una grada de disco.

### Uso
Después de la siembra y antes de la siembra: en terrenos inclinados, la grada se puede usar para preparar el lecho de siembra, especialmente si el suelo está compactado o tiene terrones grandes. Ayuda a romper la costra superficial y crear un lecho de siembra más fino, lo que es esencial para una buena germinación de las semillas.
Después de lluvias fuertes, en terrenos inclinados, el suelo puede compactarse fácilmente debido al flujo de agua, especialmente si ha sido erosionado. El arado después de una lluvia ayuda a airear el suelo y redistribuir las partículas del suelo.
La grada ayuda a redistribuir la materia orgánica de manera uniforme, lo que puede mejorar la estructura del suelo y ayudar a prevenir la erosión en áreas con una pendiente suave. En pendientes más pronunciadas, sin embargo, se debe hacer con precaución.

### Dirección del trabajo
A través de la pendiente (trabajo en contorno), en terrenos inclinados, es más beneficioso utilizar el método de trabajo en contorno. Esto significa trabajar a lo largo de las líneas de nivel del terreno, no cuesta arriba o cuesta abajo. El trabajo en contorno reduce el escurrimiento del agua, que podría arrastrar el suelo y los nutrientes, minimizando así la erosión del suelo. Esta práctica también asegura una mejor retención de agua en el terreno.
El trabajo cuesta arriba y cuesta abajo generalmente no se recomienda para pendientes pronunciadas, ya que empeora el riesgo de erosión. Sin embargo, en casos donde la pendiente es suave, se puede usar para crear surcos o canales que guíen el flujo de agua y reduzcan la erosión.

### Consideración de la humedad del suelo
La efectividad del arado en suelos inclinados está fuertemente influenciada por el contenido de humedad del suelo. Si el suelo está demasiado seco, puede ser difícil lograr la profundidad y el nivel de laboreo deseados. Por otro lado, si el suelo está demasiado húmedo, la grada puede causar compactación o generar terrones. Para las pendientes, lo ideal es trabajar cuando el suelo está moderadamente húmedo, ni demasiado seco ni demasiado húmedo, para evitar estos problemas.

### Ajustes del equipo
En terrenos inclinados, el arado debe ajustarse a la profundidad correcta. Pasar la grada demasiado profunda en una pendiente podría alterar la estructura del suelo, lo que provocaría posibles problemas de erosión. Se prefieren pasadas más ligeras y superficiales para romper la superficie y evitar una alteración excesiva del suelo.
Se deben hacer pasadas más lentas y cuidadosas en áreas inclinadas para garantizar que el arado haga su trabajo sin causar alteraciones o erosión. Este enfoque también ayuda a evitar labrar en exceso la tierra, lo que podría llevar al escurrimiento del agua.

### Erosión del suelo y conservación
Además de pasar la grada, la incorporación de otras prácticas de conservación del suelo, como la siembra de franjas de césped, la construcción de bancales o la creación de diques en contorno, puede reducir aún más los riesgos de erosión en terrenos inclinados.
Después de arar terrenos inclinados, es importante considerar resembrar o cubrir el suelo para evitar que quede expuesto a la erosión del viento y el agua. Las plantas ayudan a anclar el suelo, haciéndolo más resistente a la erosión, especialmente en pendientes.
En pendientes muy pronunciadas, incluso el trabajo en contorno puede no ser suficiente para impedir la erosión. En estos casos, se podrían necesitar métodos de control de erosión más agresivos, como la creación de terrazas.
Para pendientes altas, el trabajo con grada debe usarse con cautela para evitar crear surcos profundos que puedan dirigir el agua a áreas del suelo propensas a la erosión.
La grada debe pasarse idealmente antes de la siembra para preparar el lecho de siembra, o después de la cosecha para gestionar los restos de cultivos. En terrenos inclinados, realizar esta tarea en el momento adecuado en relación con las lluvias es crucial. Por ejemplo, si se esperan lluvias intensas, es mejor realizar el trabajo con antelación para permitir que el suelo se asiente y reducir así el riesgo de erosión.

## Referencias históricas

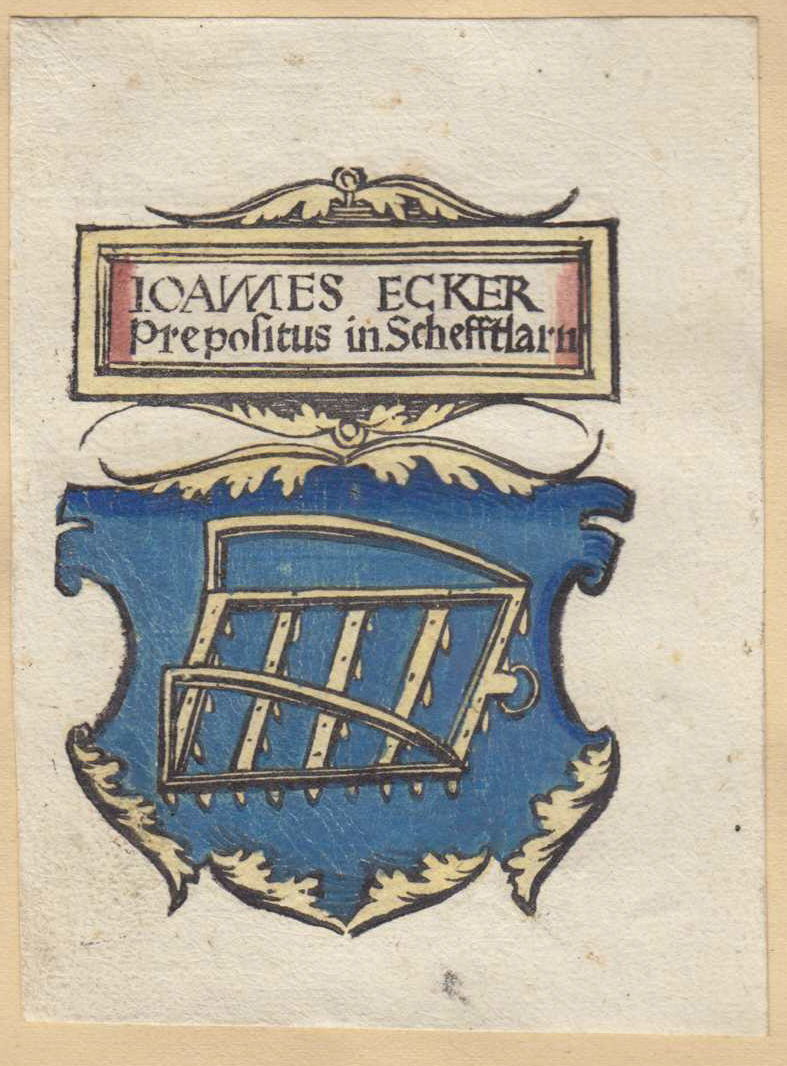
Grada grabada en un escudo alemán del siglo XVI.

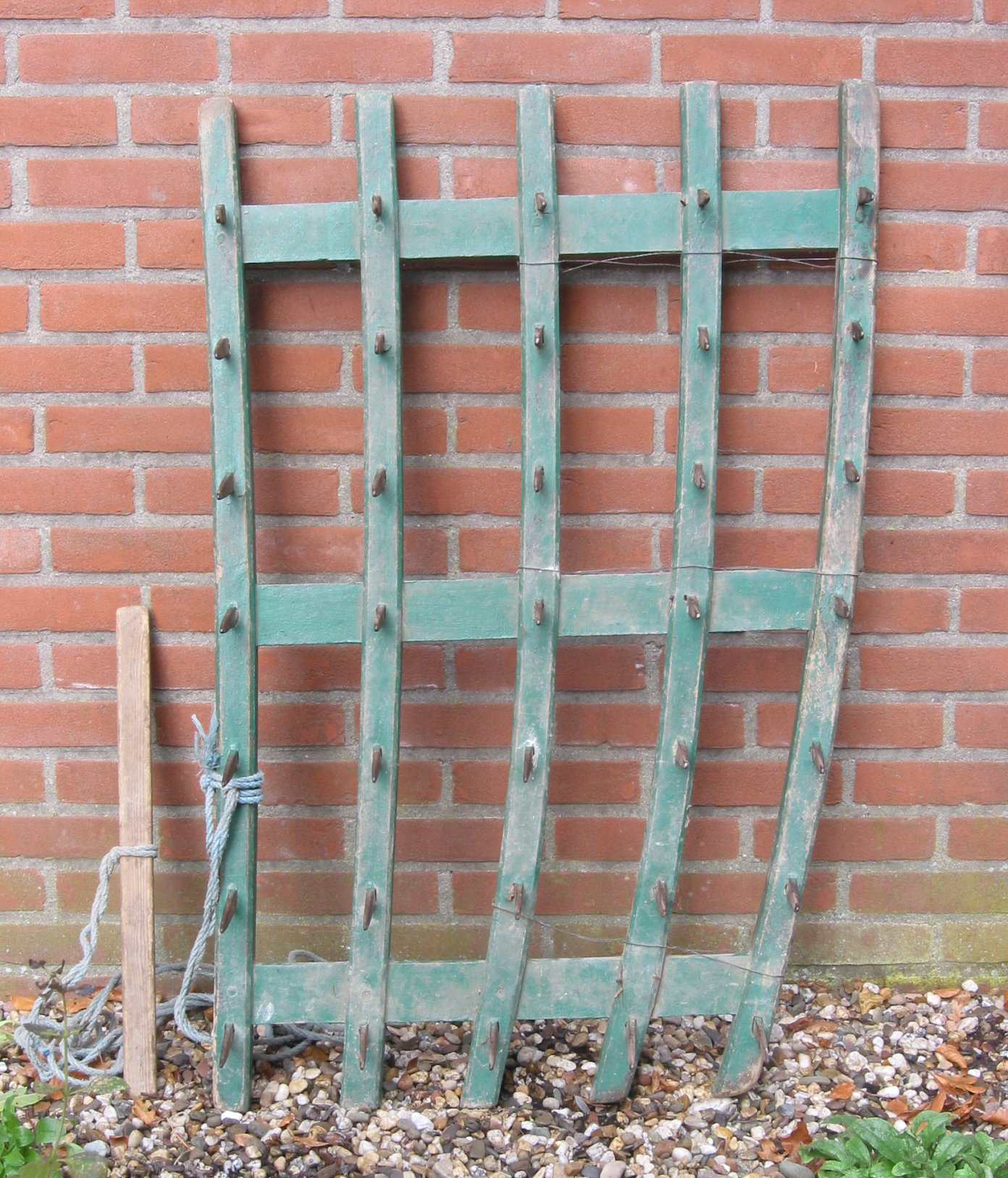
Grada diseñada para ser utilizada a mano.

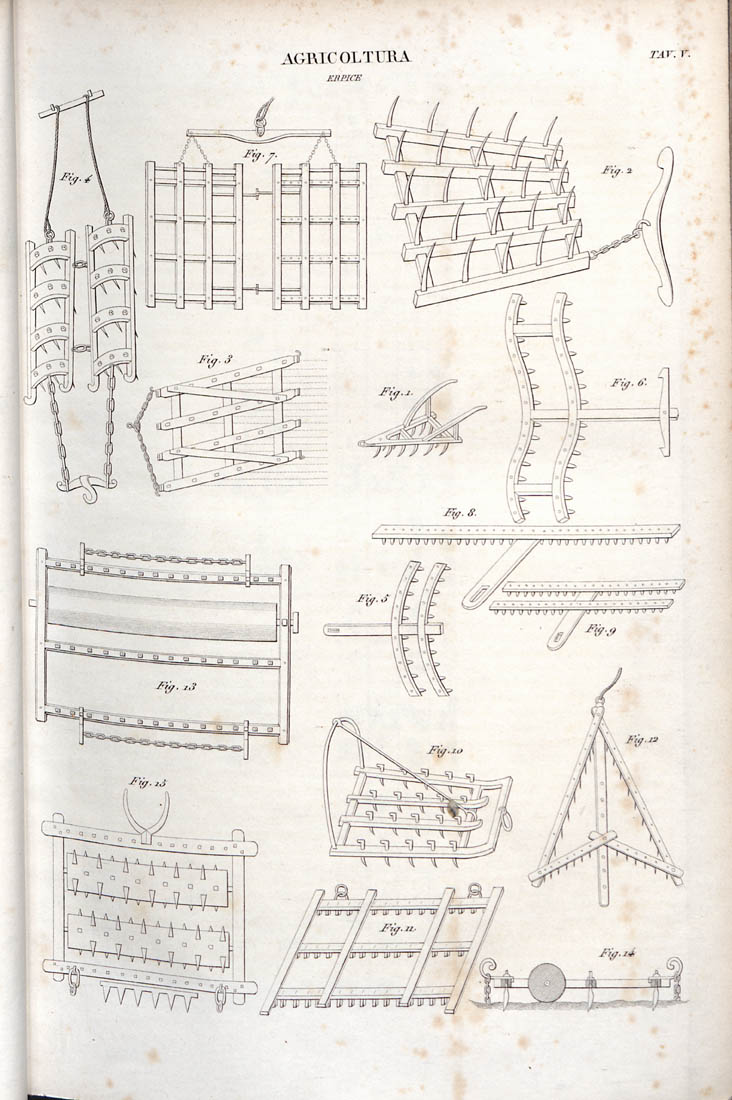
Imágenes de distintos tipos de gradas, 1849. En la Nuova enciclopedia popolare

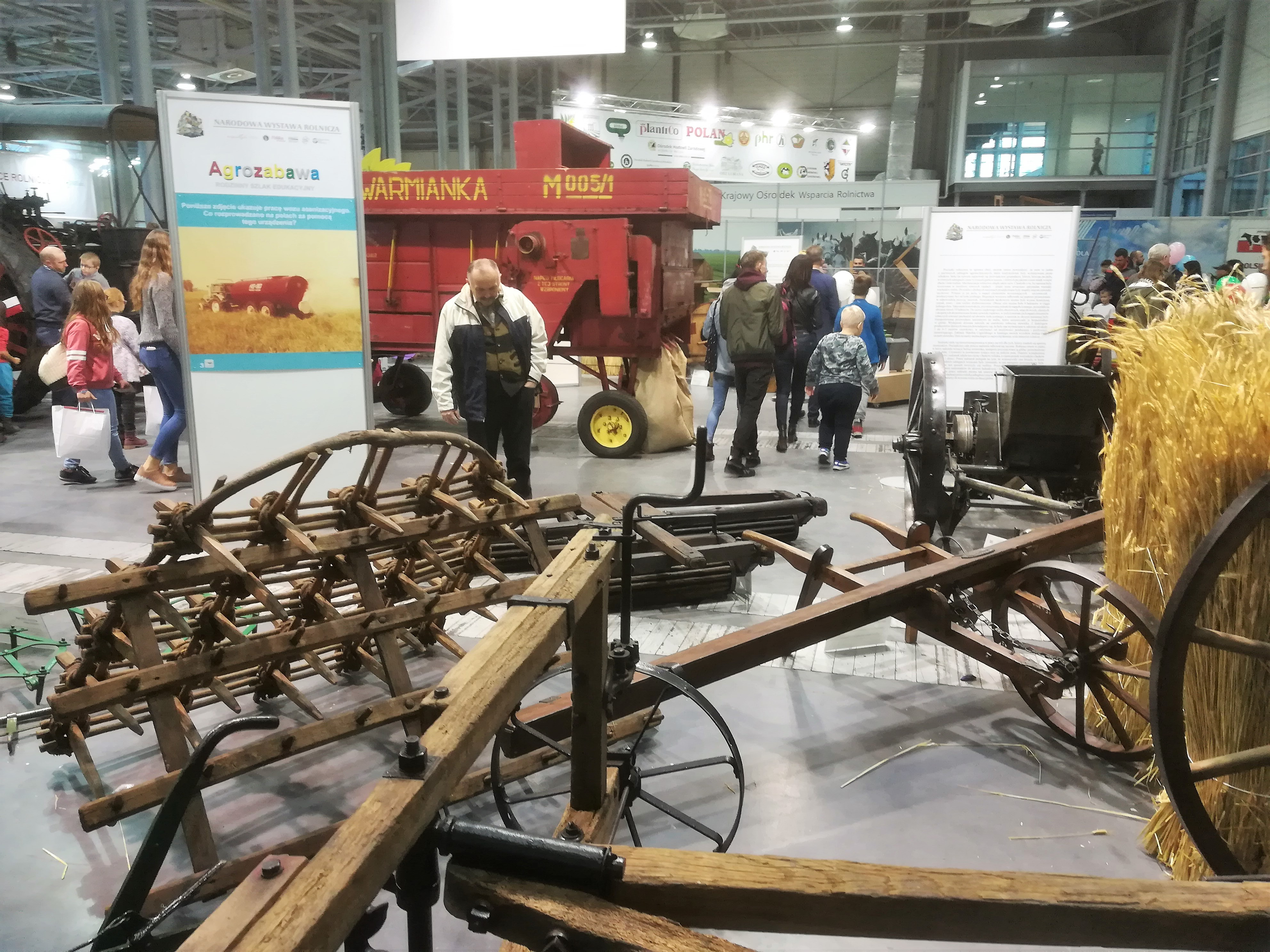
Gradas de dientes de madera en una exposición en Poznan en 2018.

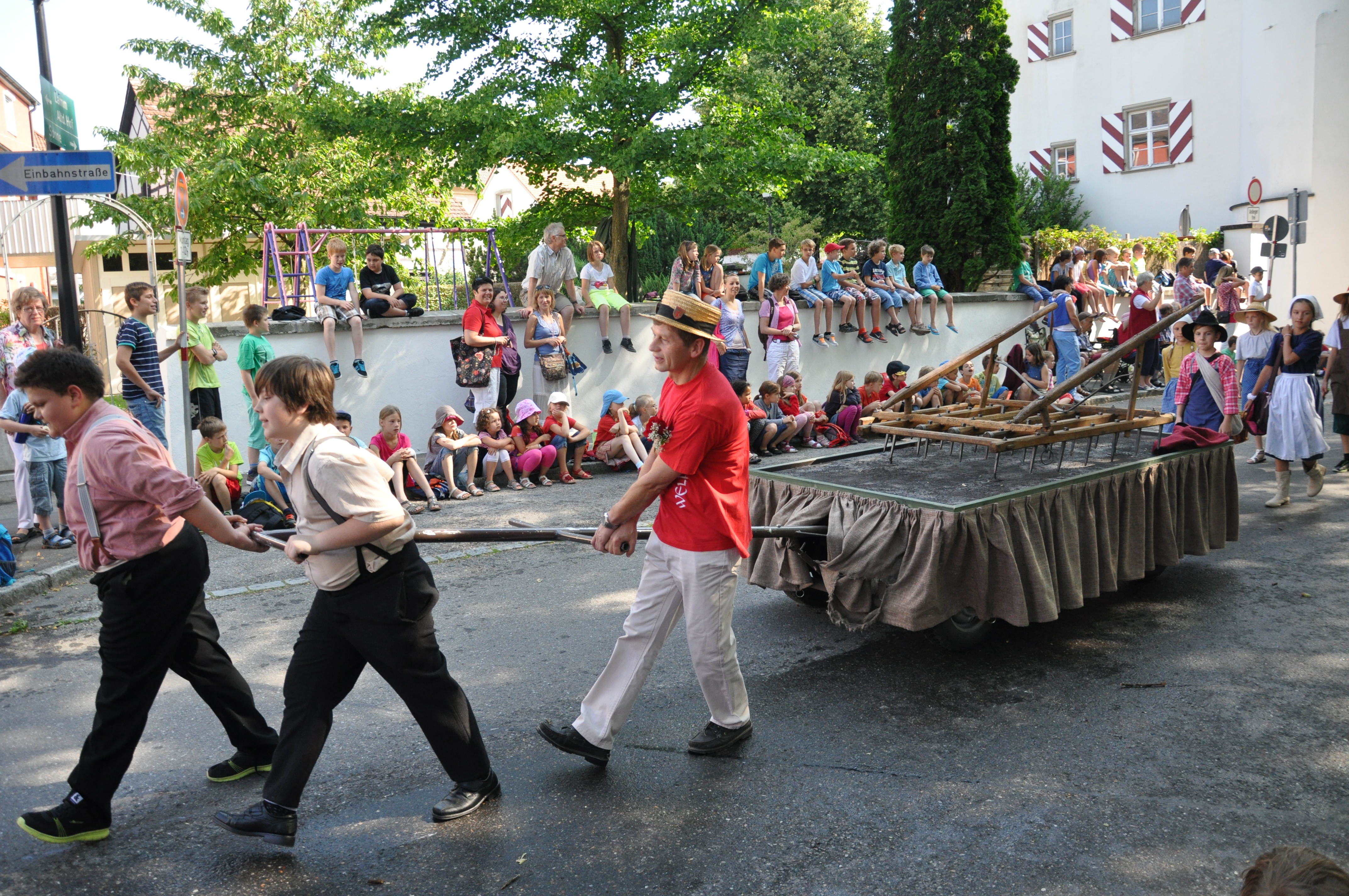
Desfile de una grada antigua en la Welfenfest de Weingarten, 2013.